# Idotea rufescens
Idotea rufescens is een pissebed uit de familie Idoteidae. De wetenschappelijke naam van de soort is voor het eerst geldig gepubliceerd in 1926 door Fee.